# Right Turn
"Right Turn" é uma canção acústica da banda de rock norte-americana Alice in Chains, e a terceira faixa do EP Sap lançado em 1992. Ela é creditada a Alice Mudgarden, combinando o nome da banda com os de Soundgarden e Mudhoney, já que contou com a participação de seus vocalistas Chris Cornell e Mark Arm, respectivamente.
Jerry Cantrell, sobre a canção, do encarte do box-set Music Bank: 
| “ | Essa canção era parte da demo que nós fizemos para o filme Vida de Solteiro, e foi realmente especial para mim. Todo o EP Sap é especial. Sean veio à reunião um dia e disse que ele havia sonhado que nós tínhamos lançado o EP chamado Sap e que as pessoas estavam fazendo alarde. Então nós o escutamos e lançamos mesmo o EP Sap, e nós fizemos isso sem qualquer barulho ou divulgação para que os verdadeiros fãs do Alice pudessem achá-lo. Nesta canção nós tivemos nossos amigos aparecendo e tocando, dois caras que eu totalmente respeito e admiro grandemente, Chris Cornell e Mark Arm. Eu nunca consegui tocar com nenhum deles novamente, o que a torna mais especial ainda. | ” |

Esta faixa aparece na trilha sonora do filme Falcão Negro em Perigo, de 2001, assim como em outras coletâneas variadas.